# Московский государственный горный университет
Моско́вский госуда́рственный го́рный университе́т (МГГУ) — российский государственный горнопромышленный вуз, находящийся в Москве. В 2014 году вошёл в состав Национального исследовательского технологического университета «МИСиС» в качестве Московского горного института (МГИ).

## История
Основан 4 сентября 1918 года как Московская горная академия (с 1918 по 1929 год), далее сменил следующие наименования:
- Московская горная академия имени И. В. Сталина (1929 по 1930 год),
- Московский горный институт (с 1930 по 1962 год и с 1966 по 1993 год),
- Московский институт радиоэлектроники и горной электромеханики (с 1962 по 1966 год),
- Московский государственный горный университет (с 1993 по 2012 год),
- 14 мая 2012 года по приказу Минобрнауки России присоединён к Национальному исследовательскому технологическому университету «МИСиС»[1].

### Хронология
- сентябрь 1918 года — подписан Декрет о учреждении академии на основе горного факультета Нижегородского политехнического института.
- 12 января 1919 года — торжественное открытие академии, первоначально располагавшейся в здании бывшего городского мещанского училища.
- декабрь 1929 года — академии присвоено имя И. В. Сталина.

Индустриализация в СССР потребовала подготовки за период с 1930 по 1935 год около 435 000 инженерно-технических специалистов, в то время как их число в 1929 году составляло 66 000.
- 1930 год — по приказу ВСНХ СССР на базе Московской горной академии создание шести самостоятельных институтов:
  - Московский горный институт им. И. В. Сталина (правопреемник МГА),
  - Институт чёрной металлургии,
  - Нефтяной институт,
  - Торфяной институт,
  - Институт цветных металлов и золота,
  - Геологоразведочный институт.
- 1941 год — 200 сотрудников и преподавателей МГИ вступили в ряды первой дивизии народного ополчения (Ленинского района).
- 1945—1947 годы — участие в восстановлении Фрайбергской горной академии.
- 1955—1962 годы — участие студентов в освоении целинных земель.
- 1962 год — МГИ реорганизован в Московский институт радиоэлектроники и горной электромеханики (МИРГЭМ).
- 1966 год — МИРГЭМ вновь преобразован в Московский горный институт (МГИ).
- 1978 год — создан учебно-экспериментальный центр «Эльбрус».
- 1987 год — МГИ — первый советский вуз, избирающий ректора демократическим путём. Ректором избран член-корр. РАН, профессор Л. А. Пучков. В этом же году в университете был организован Учебно-методический совет по высшему горному образованию. Задачей его являлась организация работы горных вузов по подготовке инженерных и научных кадров.
- 1988 год — в МГИ образован научно-учебный центр фундаментальных и прикладных исследований в области горных наук.
- 1990 год — создан факультет довузовской подготовки.
- Июнь 1993 года — МГИ реорганизован в Московский государственный горный университет (МГГУ).
- 1993 год — образовано издательство МГГУ.
- 1996 год — первый выпуск бакалавров горного дела и менеджмента.
- 2012—2013 год — ликвидация МГГУ путём присоединения к НИТУ «МИСиС» в качестве структурного подразделения (Приказ Минобрнауки РФ от 14 мая 2012 года № 398).
- 17 марта 2014 завершилось присоединение МГГУ к НИТУ «МИСиС»[3].

### Ректоры
- 1919—1921 — Д. Н. Артемьев
- 1922—1930 — И. М. Губкин (и. о. в 1921)
- 1930—1933 — Ю. Ю. Эрлих
- 1933—1936 — А. М. Терпигорев
- 1946—1949 — Токмаков А. В.
- 1948—1957 — Кончев С. К.
- 1957—1961 — Суханов А. Ф.
- 1962—1987 — В. В. Ржевский
- 1987—2007 — Л. А. Пучков
- 2007—2012 — А. В. Корчак
- 2012—2013 — Ю. В. Дмитрак (и. о.)
- 2013—2014 — В. Л. Петров

## Факультеты и кафедры

### Автоматизации и информатики (АИ)
Образован в 1988 году путём преобразования из факультета Электрификации и автоматизации (ЭА).
- Электротехники и информационных систем (ЭИС)
- Системы автоматизированного проектирования (САПР)
- Автоматизированные системы управления и обработки информации (АСУ)
- Автоматика и управление в технических системах (АУ)

### Разработки угольных месторождений и подземного строительства (РПМ)
Образован в сентябре 1967 года после разделения Горного факультета на факультеты РПМ и РРМ. В настоящее время самый крупный в университете. В состав факультета входят 9 кафедр, в том числе 7 выпускающих и 2 общеинститутского профиля.
- Подземная разработка пластовых месторождений (ТПУ)
- Строительство подземных сооружений и шахт (СПС)
- Аэрология и охрана труда (АОТ)
- Экономика и планирование горного производства (ЭПГП)
- Экономика природопользования (ЭП), осуществляющая подготовку бакалавров и магистров по направлениям Экономика и Техносферная безопасность
- Финансы горного производства (ФК)
- Организация и управление в горной промышленности (ПМ)
- Начертательная геометрия и черчение (НГиЧ)
- Безопасность жизнедеятельности и гражданская оборона (ТБ)

### Разработки рудных и нерудных месторождений (РРМ)
Образован в сентябре 1967 года после разделения Горного факультета на факультеты РПМ и РРМ. В состав входят 7 кафедр, из которых 3 выпускающие.
- Технология, механизация и организация открытых горных работ (ТО)
- Технологии подземной разработки рудных и нерудных месторождений (ТПР)
- Маркшейдерское дело и геодезия (ГГ)
- Геология

### Горно-электромеханический (ГЭМ)
- Горные машины и оборудование (ГМО)
- Наземные транспортные средства (НТС)
- Горная механика и транспорт (МОП)
- Технология машиностроения и ремонт горных машин (ТМ)
- Транспортные системы горной промышленности (ТСГП)
- Электрификация и энергоэффективность горных предприятий (ГЭ)
- Технология художественной обработки материалов (ТХ)
- Сопротивление материалов
- Теоретическая и прикладная механика

### Физико-технический (ФТ)
Образован 16 марта 1967 года по инициативе ректора МГИ, академика Ржевского В. В.. В состав факультета входят 9 кафедр, в том числе 5 выпускающих.
- Физика горных пород и процессов (ГФ-1)
- Физико-технический контроль процессов горного производства (ГФ-2)
- Обогащение полезных ископаемых (ОПИ)
- Взрывное дело (ВД)
- Инженерная защита окружающей среды (ГПЭ)
- Высшая математика
- Физика
- Химия
- Философия и культурология

## Известные выпускники
- Выпускники Московского государственного горного университета
- Котровский Дмитрий Михайлович
- Виноградов Павел Андреевич
- Милов Владимир Станиславович
- Федор Черенков (Спартак Москва)
- Ножкина Алла Викторовна